# モモ (料理)

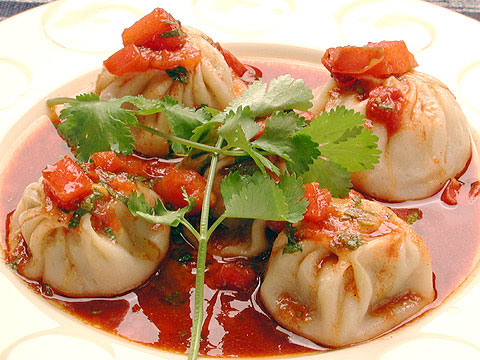
赤いソースをかけたモモ

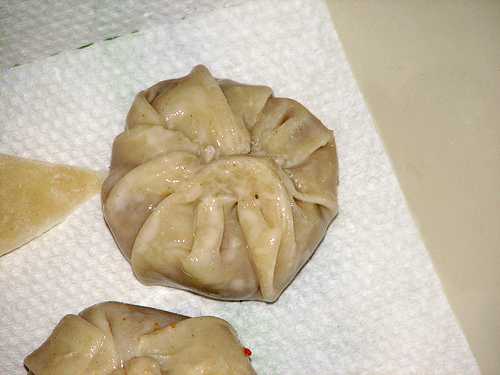
モモ

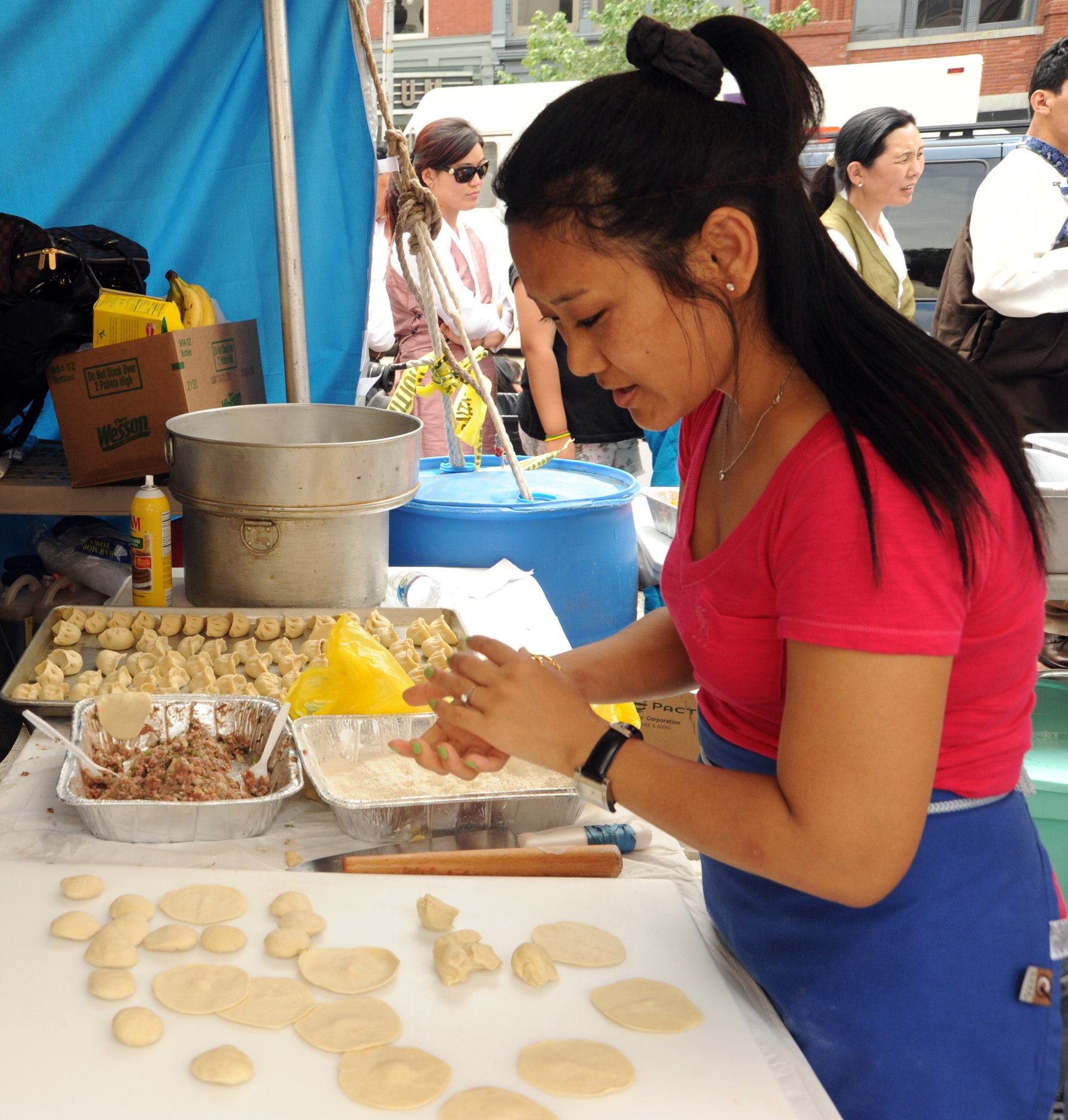
調理中のモモ

モモ（チベット文字：མོག་མོག་; ワイリー方式：mog mog, ネパール語: म:म:）は、広くチベット文化圏で食べられる小籠包、蒸し餃子、肉まん（包子）に類する食べ物。

## 概要
小麦粉をこねて薄く伸ばした皮で、具を巾着状に包み、加熱した料理。チベットでは、具は野菜とマトン、ヤクなどの肉が用いられる。これを揚げた場合もモモと呼ぶことがあるが、通常はコティと呼ばれる。作るのに比較的手間がかかるため、家庭での通常食ではなく、トゥクパと同様に特別食である。
ネパールでも一般的なためネパール料理と思っている日本人も多く、実際ネパール料理店のメニューに含まれるが、本来はチベット料理と受け止めるべきである。町でよく食べられる料理で、価格は40ルピーほどで一皿。クリーム色にちょっと茶色系統を混ぜたたれで食べる。トマト色をしたピリ辛のソースもある。ネパールでは水牛の肉が用いられることが多い。
インドでもポピュラーな軽食として親しまれている。
満州族もハレの日に大量の餃子（茹で餃子が多い）を食べる習慣があり、チベットと清朝との関係が深かったことに鑑みても、中国からの伝来や影響が強くみうけられる食べ物である。

## 名称
チベット語のモモは、具のあるものだけでなく、具のない饅頭（マントウ）をも含めた類似食品の総称である。チベットのローバ族も具のないマントウをモモと呼んでいる。
中国陝西省や甘粛省などでは小麦粉をこねて加熱したパン様の食品を広く「饃饃」（モーモー mómó）と呼んでおり、関連が考えられる。キルギスのドンガン人も、各種パン様の食品をмәмә（モーモー）またはму（ムー）と呼んでいる。内モンゴル自治区では「饃饃」は具入りの包子（肉まん）も具のないマントウも含める。青海省、山西省、山東省、江西省、湖南省、福建省などでは「饃饃」は具のないマントウを指し、ウイグル料理でも、モモ（momo、مومو）は具のないマントウを指す。西安では、単に「饃饃」というと焼餅（シャオビン）を指すことが多いが、蒸したマントウは「蒸饃」（ジョンモー）、ハンバーガーのように肉などの具を挟んだ焼餅は「夾饃」（ジアモー）、細かくちぎって羊肉のスープをかけたものは「泡饃」（パオモー）というように、「饃」には広いバリエーションがある。
なお、チベット語で水餃子は「モートゥク チベット文字：མོག་ཐུག་; ワイリー方式：mog thug」と呼ぶ。

## ギャラリー

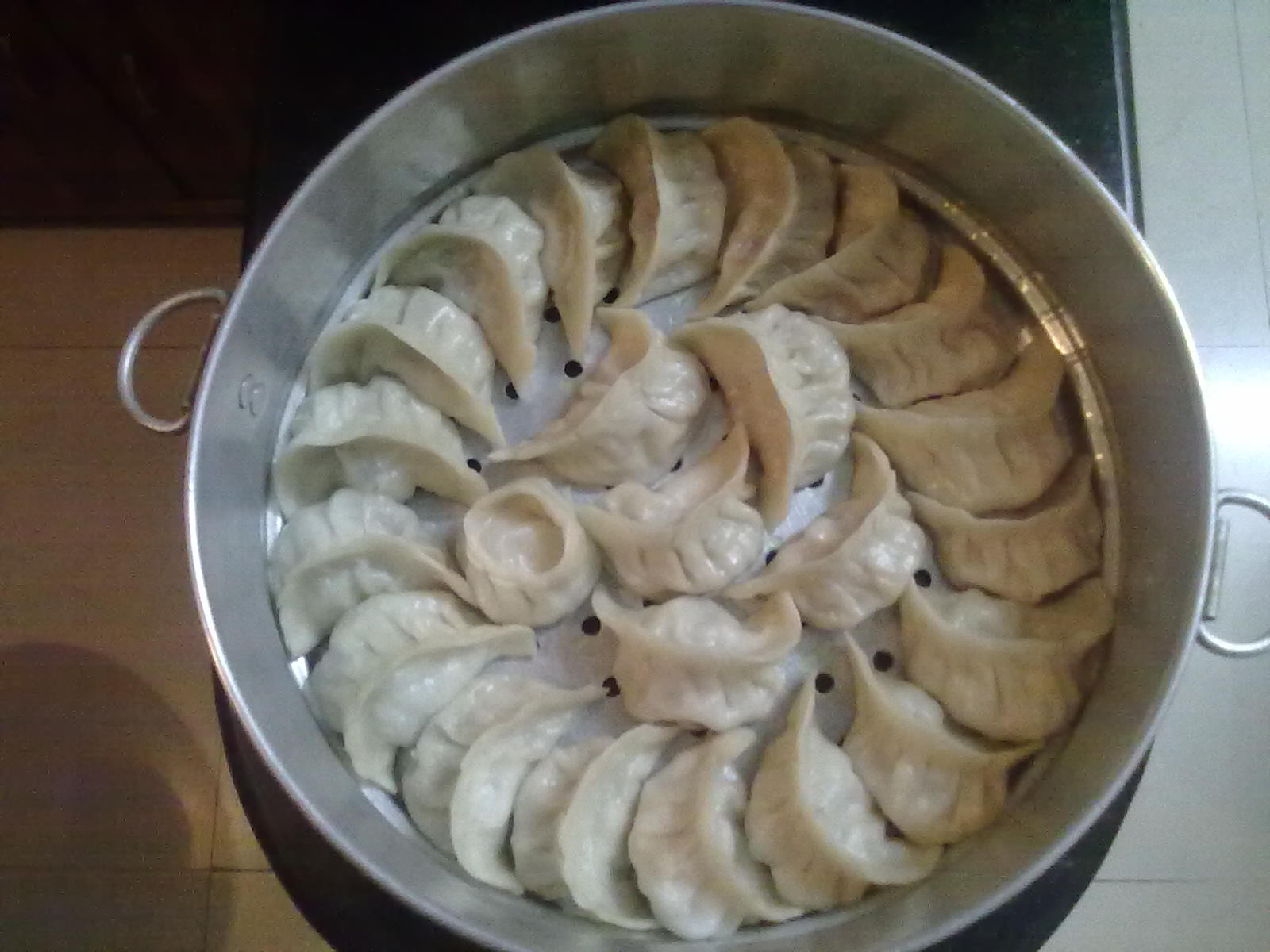
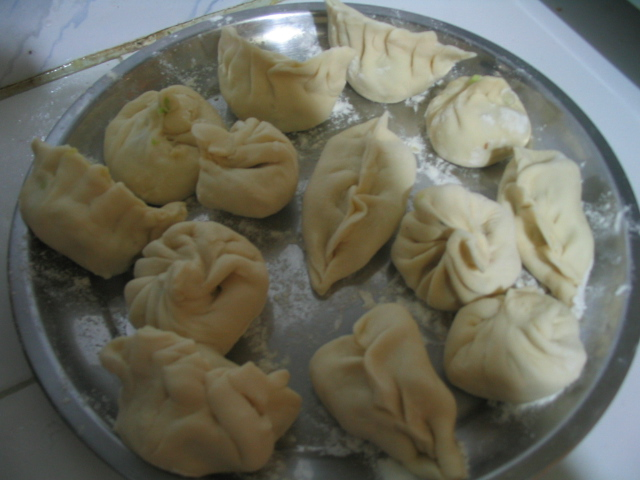
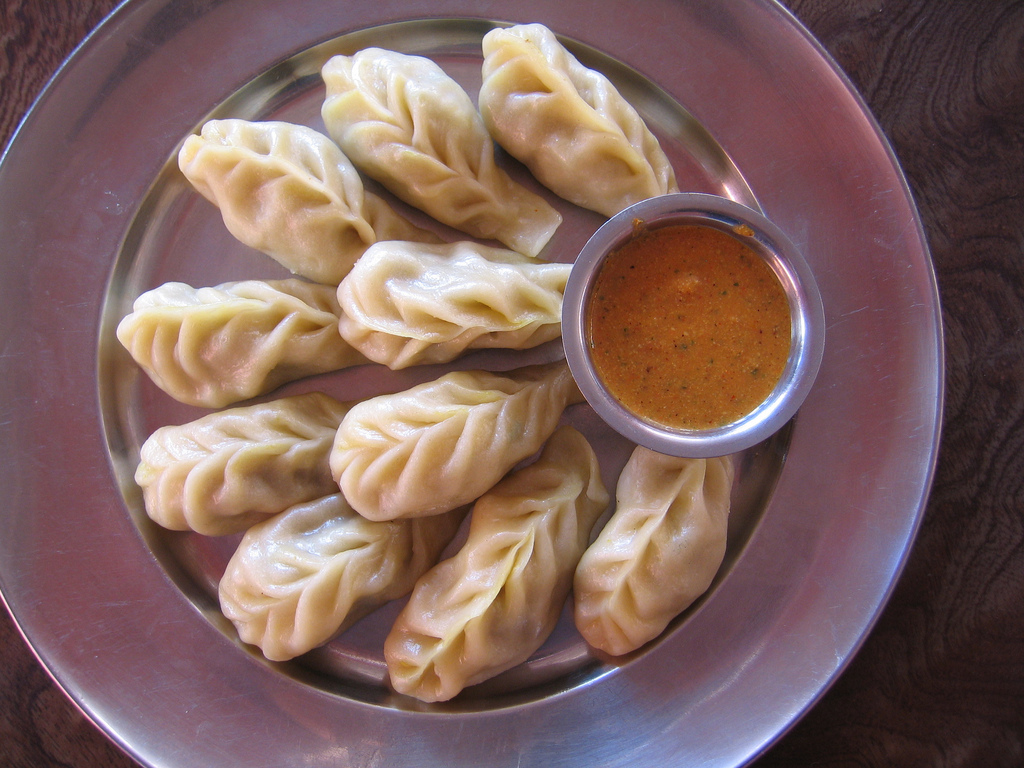
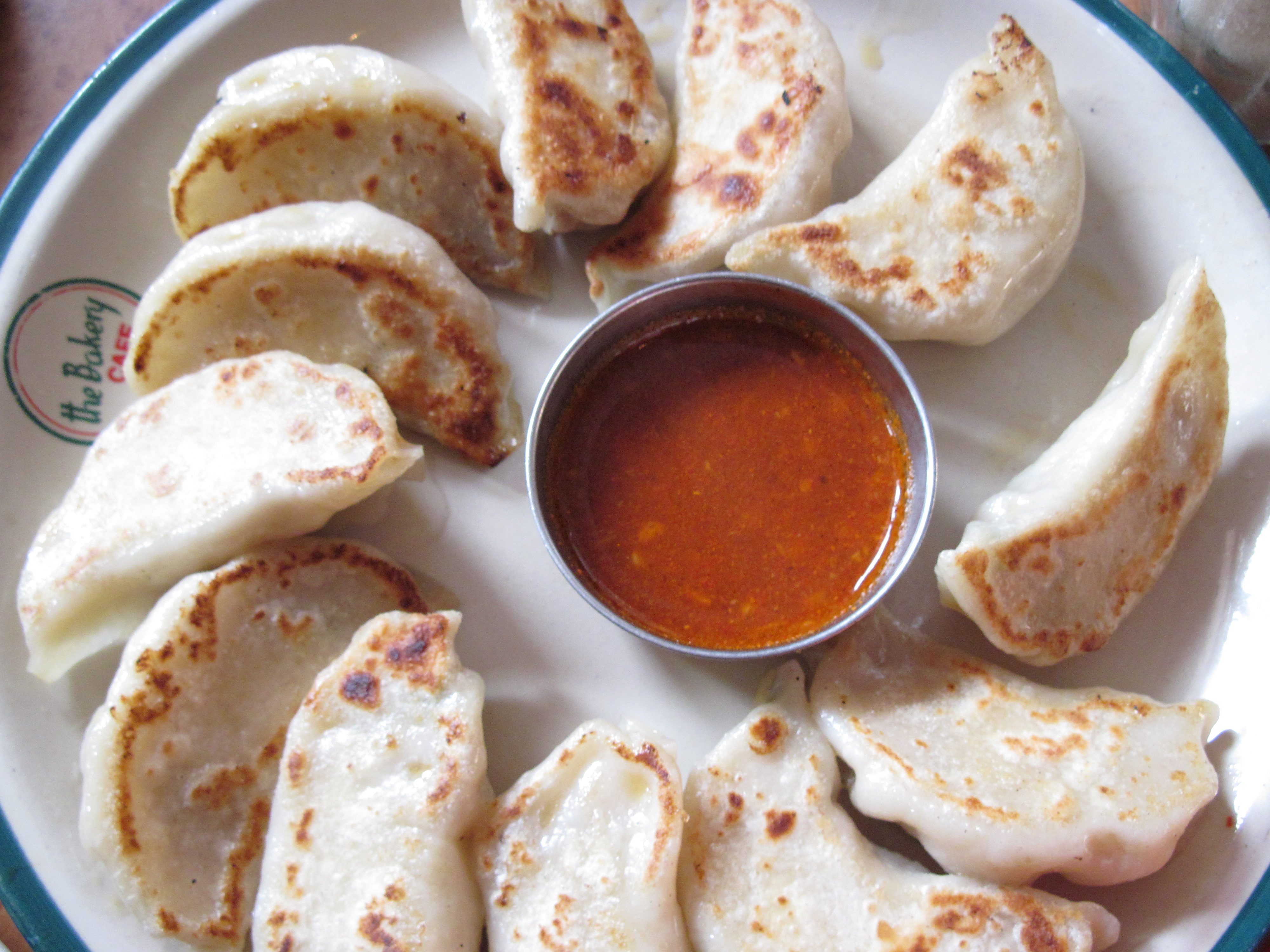
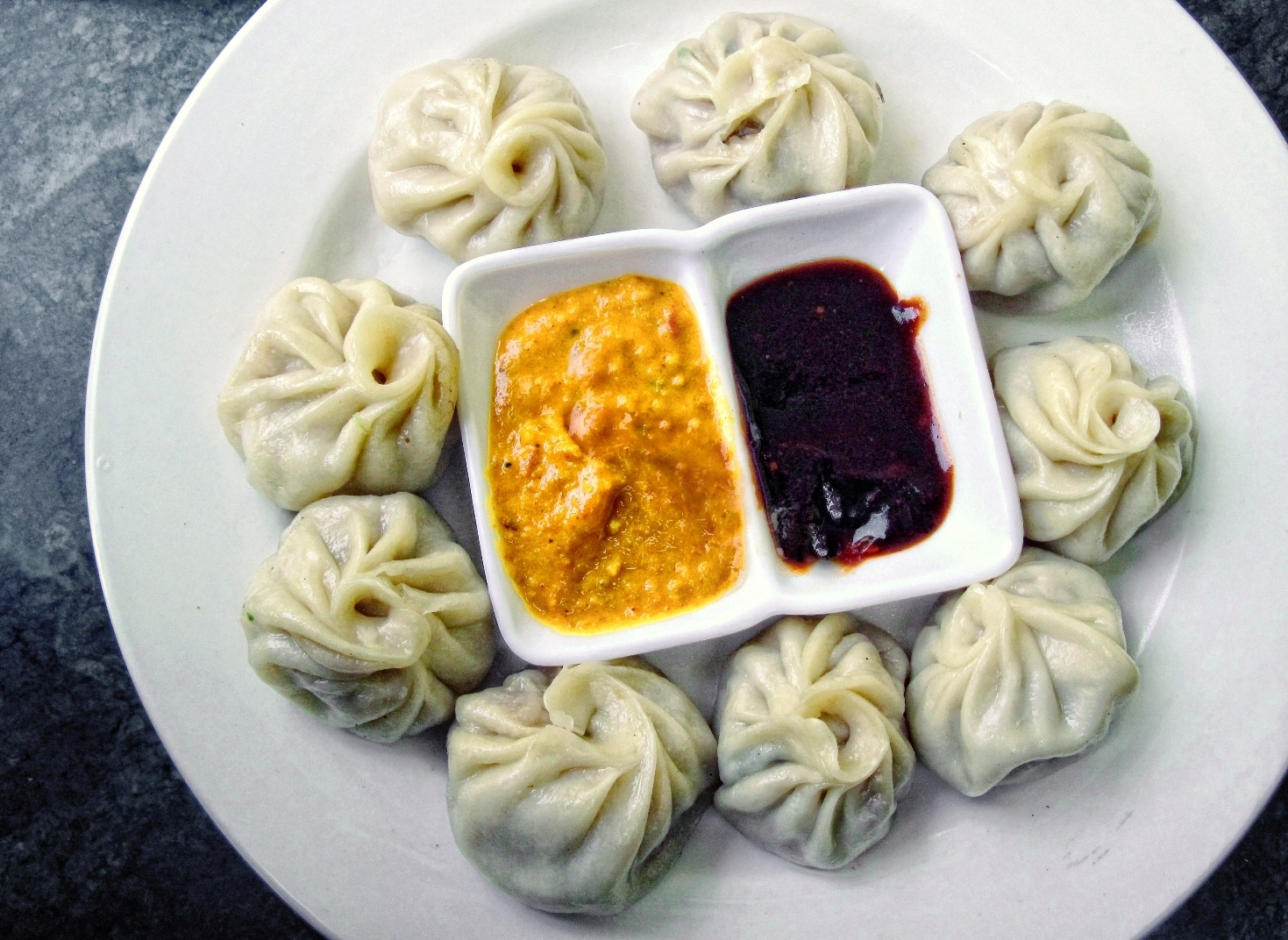
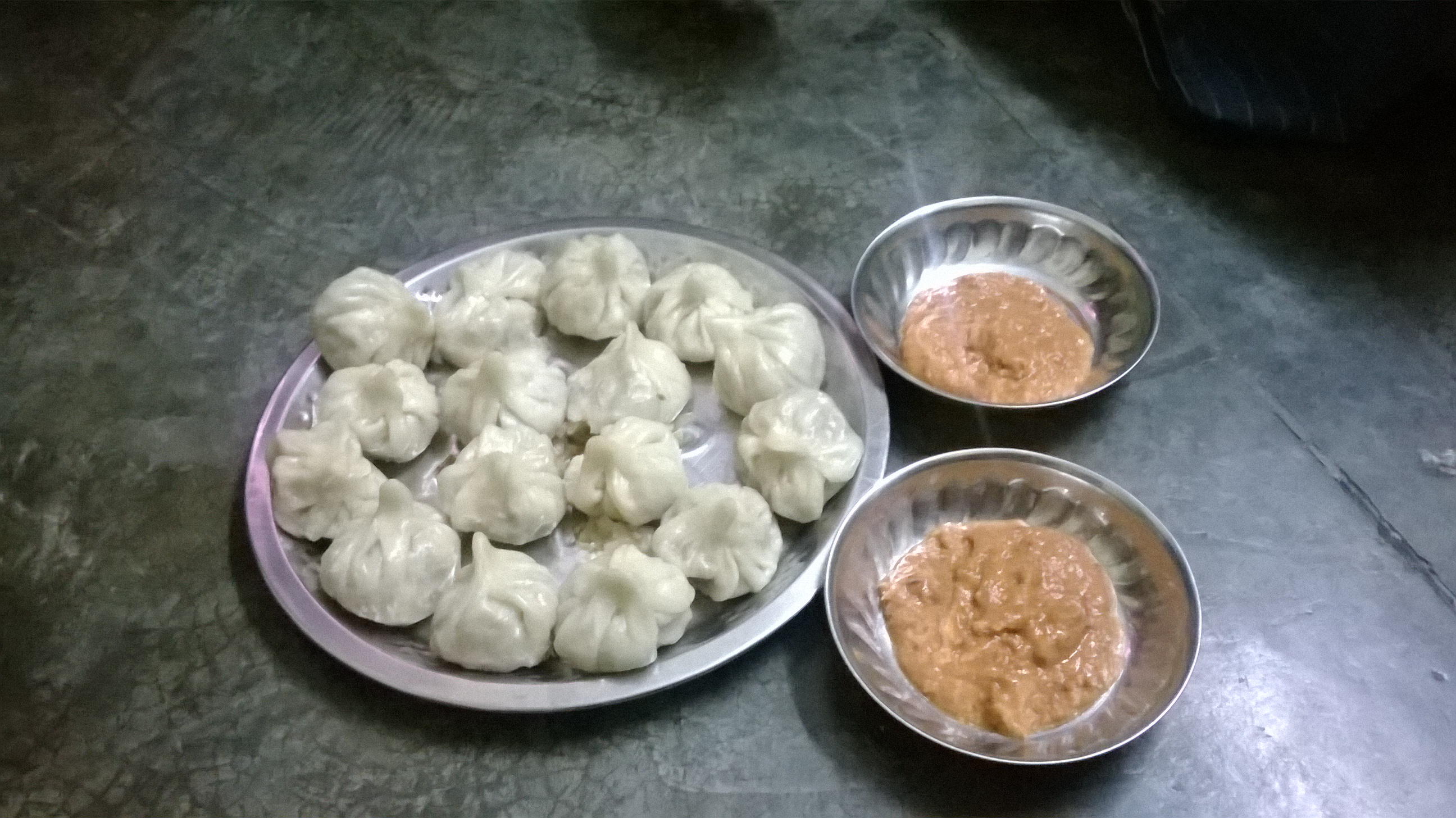
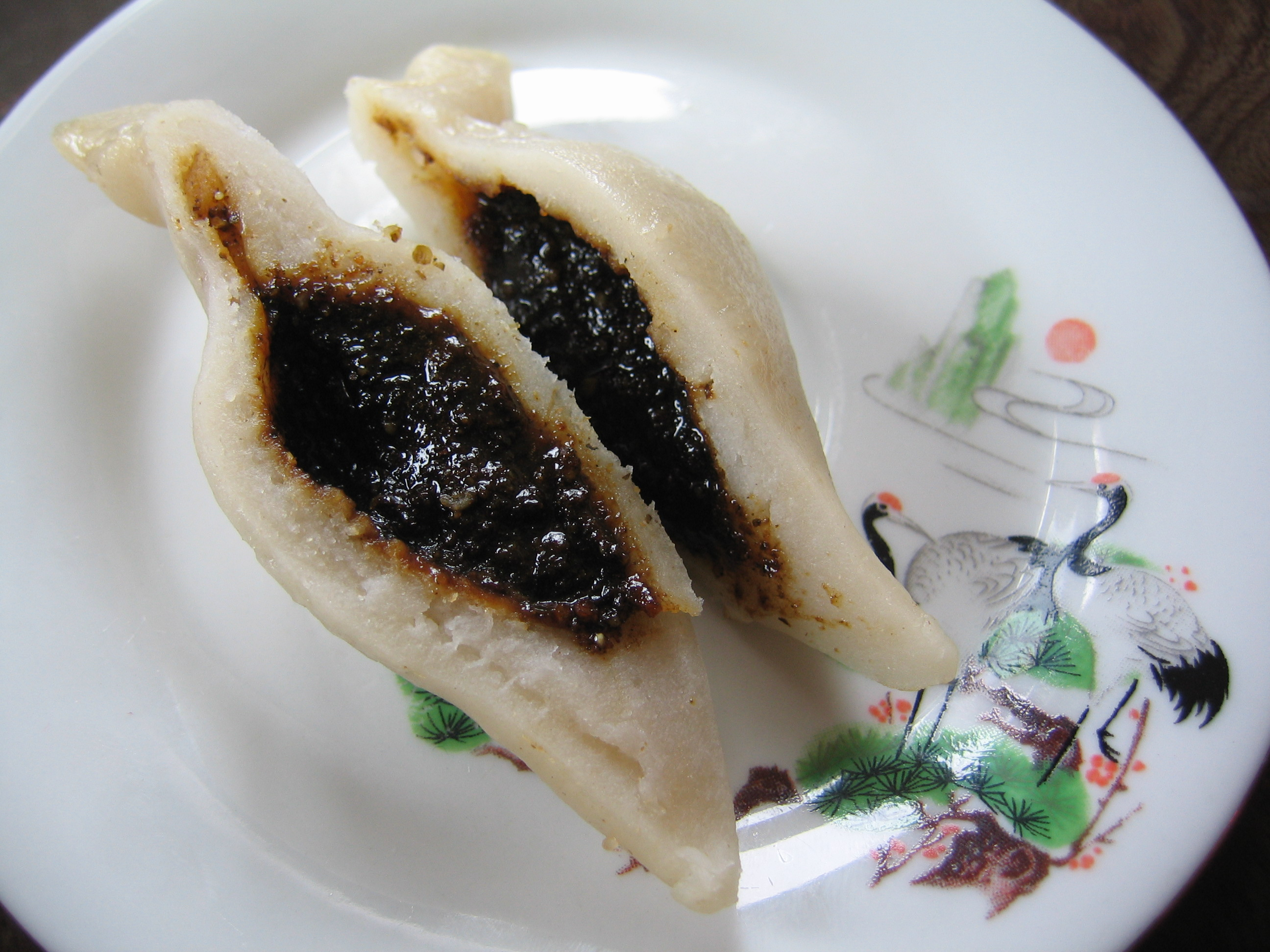
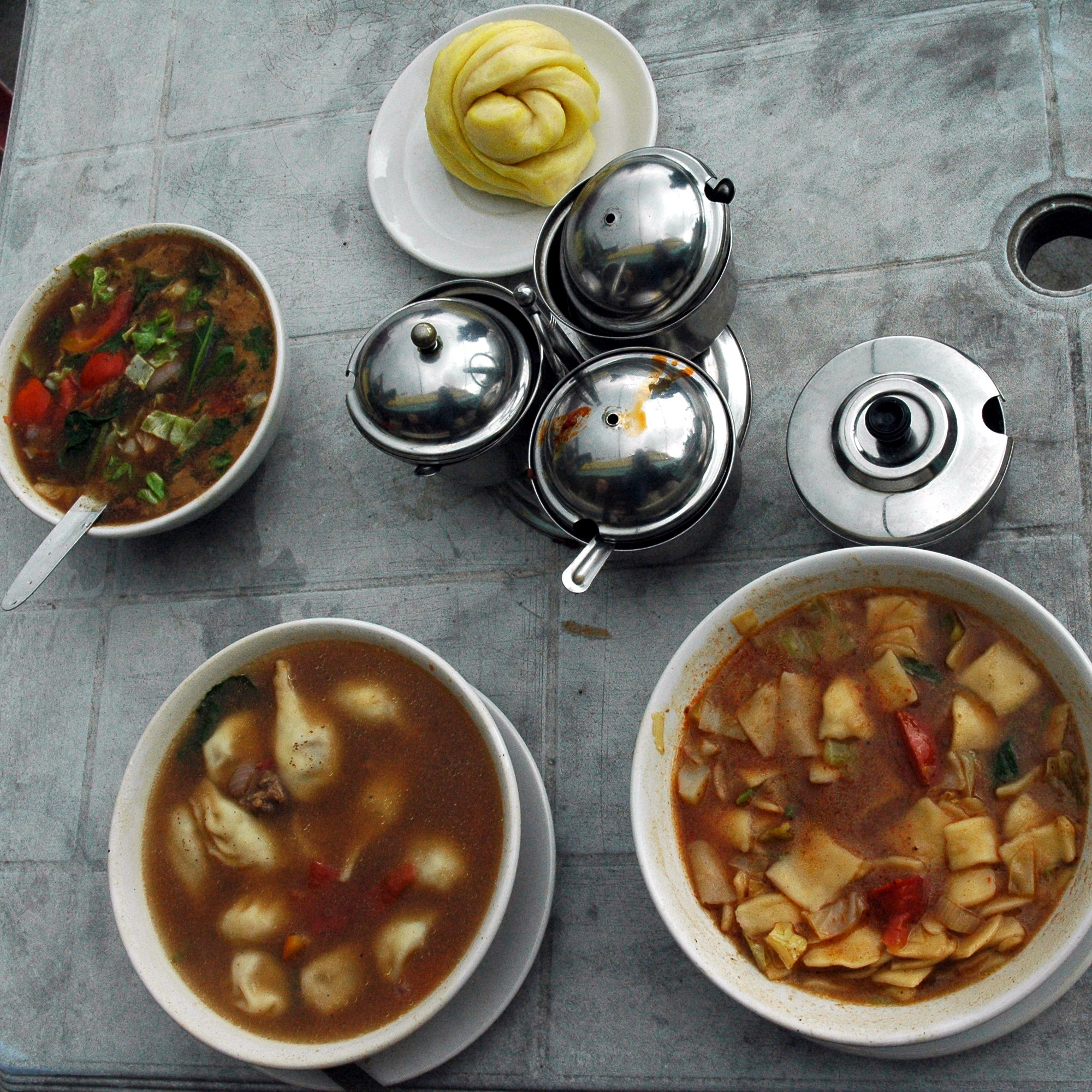